# 都築淳一
都築 淳一（つづき じゅんいち、1968年8月20日 - ）は、共同テレビジョン（共テレ）の子会社ベイシス所属のTVドラマ監督。明治学院大学出身。

## 経歴
1991年に入社。『振り返れば奴がいる』、『お金がない!』、『29歳のクリスマス』、『ヘルプ!』といった作品で演出補を務め、1999年の『お水の花道』にて監督デビュー。
2001年の『史上最悪のデート』にて初のメイン監督を担当。他のメイン作品に『快感職人』、『パズル』、『カラマーゾフの兄弟』、『ママとパパが生きる理由。』がある。

## 監督作品

### 連続ドラマ
- お水の花道（1999年、フジテレビ・共同テレビ）
- らせん（1999年、フジテレビ・共同テレビ）
- 行け行けイケメン!（2000年、日本テレビ・共同テレビ）
- ショカツ（2000年、関西テレビ・共同テレビ）
- 史上最悪のデート（2000-2001年、日本テレビ・共同テレビ）※メイン監督
- ラブ&ファイト（2001年、TBS・共同テレビ）
- 整形美人。（2002年、フジテレビ・共同テレビ）
- 天体観測（2002年、関西テレビ・共同テレビ）
- 顔（2003年、フジテレビ・共同テレビ）
- ハコイリムスメ!（2003年、関西テレビ・共同テレビ）
- めだか（2004年、フジテレビ・共同テレビ）
- 熟年離婚（2005年、テレビ朝日・共同テレビ）
- Ns'あおい（2006年、フジテレビ・共同テレビ）
- 快感職人（2006年、テレビ朝日・共同テレビ）※メイン監督
- パズル（2007年、テレビ朝日・共同テレビ）※メイン監督
- 花ざかりの君たちへ〜イケメン♂パラダイス〜（2007年、フジテレビ・共同テレビ）
- キミ犯人じゃないよね?（2008年、テレビ朝日・共同テレビ）
- メン☆ドル 〜イケメンアイドル〜（2008年、テレビ東京・共同テレビ）
- 恋して悪魔〜ヴァンパイア☆ボーイ〜（2009年、関西テレビ・共同テレビ）
- ジョーカー 許されざる捜査官（2010年、フジテレビ・共同テレビ）
- 嬢王3 ～Special Edition～（2010年、テレビ東京・共同テレビ）
- いぬのメリー 幸せを運ぶ伝書犬（2011年、BeeTV・共同テレビ）
- 花ざかりの君たちへ〜イケメン☆パラダイス〜2011（2011年、フジテレビ・共同テレビ）
- 家族のうた（2012年、フジテレビ・共同テレビ）
- カラマーゾフの兄弟（2013年、フジテレビ・共同テレビ）※メイン監督
- ロストデイズ（2014年、フジテレビ・共同テレビ）※河野圭太がパイロット演出。第3話以降、実質都築がメイン監督。
- ほっとけない魔女たち（2014年、東海テレビ・共同テレビ）
- ママとパパが生きる理由。（2014年、TBS・共同テレビ）※メイン監督
- 心がポキッとね（2015年、フジテレビ・共同テレビ）
- ヤッさん〜築地発! おいしい事件簿〜（2016年、テレビ東京・共同テレビ）
- 犯罪症候群 season1（2017年、東海テレビ・WOWOW・共同テレビ）
- 犯罪症候群 season2（2017年、東海テレビ・WOWOW・共同テレビ）
- デイジー・ラック（2018年、NHK・共同テレビ）
- 捜査会議はリビングで!（2018年、NHK・共同テレビ）
- 後妻業（2019年、関西テレビ・共同テレビ）
- ハル〜総合商社の女〜（2019年、テレビ東京・共同テレビ）
- オペレーションZ ～日本破滅、待ったなし～（2020年、WOWOW）
- プロミス・シンデレラ（2021年、TBS）
- テッパチ!（2022年、フジテレビ）
- ダブルチート 偽りの警官 Season1（2024年、テレビ東京・WOWOW）[1]
- 全領域異常解決室（2024年、フジテレビ）

### 単発ドラマ
- らぶ・ちゃっと（2000年、フジテレビ・共同テレビ）
- サイコメトラーEIJIスペシャル（2000年、日本テレビ）
- 東京007（2001年、フジテレビ・共同テレビ）
- 東京007〜ロシアより愛をこめて（2002年、フジテレビ・共同テレビ）
- 世にも奇妙な物語（2004年 - 現在、フジテレビ・共同テレビ）
  - 2004年 春の特別編「誘い水」
  - 2004年 秋の特別編「不幸せをあなたに」
  - 2005年 春の特別編「あなたの物語」「密告ネット」
  - 2005年 秋の特別編「8分間」
  - 2008年 春の特別編「フラッシュバック」
  - 2009年 春の特別編「輪廻の村」
  - 20周年スペシャル・春 〜人気番組競演編〜「ニュースおじさん、ふたたび」
  - 21世紀 21年目の特別編「缶けり」
  - 2011年 秋の特別編「いじめられっこ」
  - 2015年 25周年スペシャル・秋　～傑作復活編～「ハイ・ヌーン」
  - 2017年 秋の特別編「寺島」
  - 2018年 秋の特別編「脱出不可」
- 寸劇刑事（2004年、フジテレビ・共同テレビ）
- ブランド刑事 予備鑑定捜査員 桐原真実1（2006年、テレビ東京・共同テレビ）
- 新米事件記者・三咲2（2006年、テレビ東京・共同テレビ）※1は土方政人が演出
- 一生忘れない物語（2006年、テレビ朝日・共同テレビ）
- ブランド刑事 予備鑑定捜査員 桐原真実2（2007年、テレビ東京・共同テレビ）
- 美ら海からの年賀状（2007年、フジテレビ・共同テレビ）
- ブランド刑事 予備鑑定捜査員 桐原真実3（2008年、テレビ東京・共同テレビ）
- 血液型別オンナが結婚する方法♪ 第4夜（2009年、フジテレビ・共同テレビ）
- 警部補・元山純平〜オルゴール連続殺人事件〜（2011年、フジテレビ・共同テレビ）※制作年は2009年
- HAMU‐公安警察の男－（2014年、フジテレビ・共同テレビ）

## 関連人物
- 若松節朗
- 河野圭太
- 藤田明二
- 松田秀知
- 木下高男
- 土方政人
- 村上正典
- 平野眞
- 佐藤源太
- 石川淳一